# 備

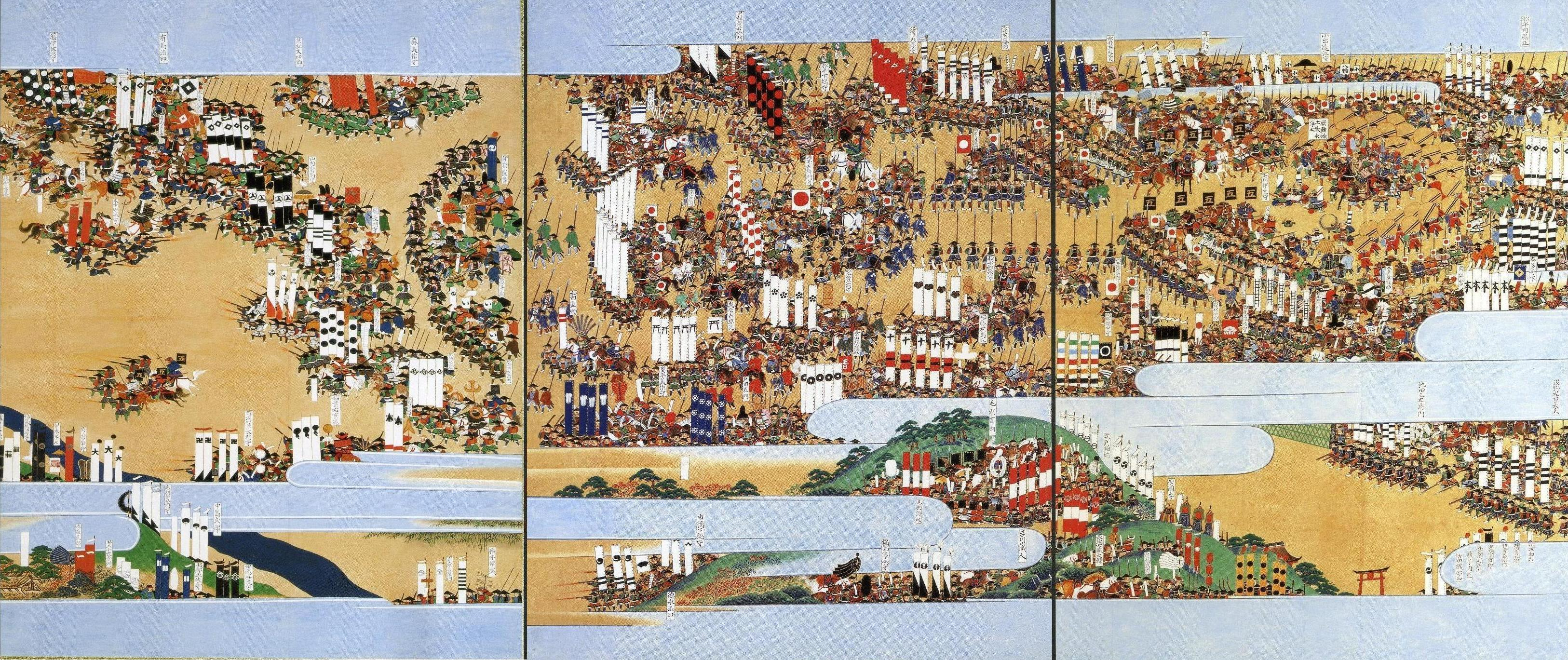
関ヶ原合戦図屏風（徳川美術館蔵）より徳川家康本隊を抜粋。
中央部に酒井家次の備を挟み、鉄砲隊・旗・槍隊・騎馬隊などで構成された徳川家康本陣備とそれを守る各武将の備が確認できる。

備（そなえ）は、戦国時代から江戸時代において戦時に編成された部隊。
各種足軽（弓・鉄砲・槍）隊、騎馬武者隊、小荷駄隊などで構成され、独立した作戦行動を採れる基本単位を指す。

## 概略

### 歴史
戦国時代以前においては律令制に基づく軍団制を除き、備のような系統だった部隊編成は見られない。それは律令制崩壊以後の日本においては「御恩と奉公」という主従関係に基づいた、繋がりを重視する部隊編成を行わざるをえなかったためである。
しかし戦国時代になると領国間の紛争に伴う恒常的な臨戦態勢が必要となり、また足軽といった新たな戦力が加わった結果、戦国大名は軍事行動を行うための軍制整備の一環として、単独での戦闘が可能な備の編成を行う様になった。
戦国初期はまだ備の構成も曖昧なものであったが、大名の中央集権化に伴い戦国中期ごろから足軽間での兵科の分離や、騎馬武者も含めた各組ごと編成が行われた。さらに江戸時代になると戦時の大規模な動員もなくなった結果、備の定員はほぼ定まり制度として完成の域へと至った。
戦国時代には精鋭部隊が使用する甲冑や旗指物の色を統一する「色備え」が一部で行われていた。特に赤備えや北条五色備が有名である。また母衣の色を統一した例もある。

### 用語
備の別称は様々あるが、備も含み異なる意味合いで重複して用いられることが多い。また本来、備は「部隊」程度の意味で用いられており、本項目における用語の使用も凡例の一つと認識する必要がある。これは備のみならずそれより上位・下位の部隊・役職総てに言えることである。
以下に各用語の使用例を記す。
- 部隊名
「備」「衆」「隊」「組」「勢」「手」…本稿に於ける最小戦術単位としての意味以外にそれらを複数有する部隊又はそれらの数え方を指す（例：織田勢、井伊隊、雑賀衆、先備三手など）ことやそれ以下の各兵科単位の部隊又はそれらの数え方を指す（例：槍組、鉄砲衆、弓隊、大番六備など）ことなどがある。
- 役職名
「○○大将」「○○奉行」「組頭」「番頭」「物頭」（○○には士、侍、足軽、鉄砲、槍、弓等が入る）…備の指揮官やその指揮下にある各部隊の指揮官を指す。足軽隊の指揮官は足軽が兵科ごとに分離するまでは足軽大将と呼ばれその後、鉄砲大将や長柄大将などと呼ばれる様になった。

## 規模と構成
備の人員は一般的に300名から800名、本陣備の場合は1500名前後であるが、これらは大名の石高、戦時における戦闘要員、後方要員双方の動員、各備の任務により増減する。因みに石高一万石の領主を大名とする一つの基準は、備を一つでも編成できることにある。
次に、基本的な備の構成を示す（江戸中期）。なお、ここに示す順序・内訳は12万5千石の石高を有する大名、前橋藩酒井雅楽頭家が持つ九つの備の内、本多民部左衛門備の行軍中におけるそれを示す（高木昭作 1990）。

### 旗組
旗持ち・纏馬印ともいう。備の証である大旗（幟旗、軍旗）とそれを率いる士大将の旗印、大馬印を持つ旗持足軽と馬印持足軽を旗奉行（侍）が率いる。
備の位置を内外に示し、武威を誇示する。戦闘には参加しないが名誉な職である。
内訳…侍2人、奉公人5人、足軽16人、中間5人、人夫4人、口取1人（計33人） 乗馬1頭、駄馬1頭（計2頭）

### 鉄砲組
鉄砲足軽と鉄砲足軽小頭（以上足軽）を鉄砲組頭（侍）が指揮する。他に鉄砲組荷駄（人夫）がおり、合戦の緒戦において射撃戦を行う。
当初は数も少なく弓足軽と同じ組に属していたが、時代を経るごとにその数は増大して行き、江戸時代には一つの備に二組の鉄砲組が配される様になり、足軽の主力となる。
内訳 鉄砲組1…侍1人、奉公人5人、足軽36人、人夫11人、口取2人（計55人） 乗馬1頭、駄馬2頭（計3頭）
鉄砲組2…侍1人、奉公人4人、足軽36人、人夫11人、口取2人（計54人） 乗馬1頭、駄馬2頭（計3頭）

### 長柄組
長柄は槍、鑓とも書く。長柄足軽と長柄足軽小頭（以上足軽）を長柄奉行（侍）が指揮する。他に長柄組荷駄（人夫）がいる。
当初は足軽の主力であり、前線において長槍（当初は長さ二間、その後二間半から三間へと至る）を用いて足軽同士で突き、叩き合う攻撃任務を担っていたが、後に鉄砲の質・量双方の増加により主力を鉄砲に譲り、鉄砲隊や士大将の護衛といった防御任務へと転換した。
長柄足軽は他の足軽と較べても戦時における動員が多い。このため太平の世になると槍足軽は真っ先に暇を出され、残った者達もその身分は大抵、郷士・奉公人格であった。
内訳…侍1人、奉公人2人、足軽30人、人夫3人、口取2人（計38人） 乗馬1頭、駄馬2頭（計3頭）

### 騎馬隊
騎馬武者とその武家奉公人を基本単位として構成される備の突破戦力。200石から300石位の知行を持つ平侍が隊士となり、1000石級の大身が組頭（番頭、物頭ともいう）を務めるが、士大将も兼任することがある。
また本陣備の場合、大名を護衛する騎馬隊は馬廻と呼ばれ、騎馬隊の中でも最精鋭の部隊であった。
騎馬隊の任務は足軽隊の戦闘で手薄になった箇所への突撃・突破とそれに対する逆襲である。そのため、騎馬のまま突撃したり、下馬して武家奉公人と共に徒で突き進むといった状況に応じた行動を採る。
装備は槍が主であるが、他にも弓や鉄砲などを奉公人に持たせることで様々な武器を扱った。
内訳…侍22人、奉公人58人（計80人） 乗馬22頭（計22頭）

### 軍監・目付
士大将の主より派遣され、戦功や軍律違反を報告するもの。ただ軍監・目付という場合は侍を監察対象としており、足軽・小者が対象の場合はそれぞれ歩行目付・小者目付と呼ばれる。
とかく、士大将などの指揮官にとってはうるさい存在ではあるが指揮統制上、必須の存在である。
内訳…侍3人、奉公人5人、口取1人（計9人） 乗馬2頭、駄馬1頭（計3頭）

### 太鼓・貝
備の各隊を進退するために用いられるもの。
太鼓・貝の他にも鐘や銅鑼などを用い、それぞれの行動に併せて別々の鳴物を鳴らした（鳴物の回数で区別するのは聞き間違いの恐れがあるので行われない）。
内訳…侍2人、人夫3人、口取1人（計6人） 駄馬1頭（計1頭）

### 士大将
備の指揮官。侍大将ともいう。
備が一つの時は大名自身、複数ある場合は本陣備は大名が、それ以外は大名の重臣（家老）がその任に就く（但し、抜擢人事により若手の侍が就く場合もある）。
自身の手勢以外に護衛任務の徒侍（自らの手勢の場合は近習と呼ばれる）、伝令を任務とする使番などがいる。自身の周りに常に小馬印を置き、士大将の位置と武威を示す。
士大将は主に数千石クラスの大身がなるため、彼を守る手勢は数多く備の予備兵力としての側面も持つ。
内訳…侍1人、奉公人27人、口取4人（計32人） 乗馬2頭、駄馬4頭（計6頭）

### 弓組
弓足軽と弓足軽小頭（以上足軽）を弓組頭（侍）が指揮する。他に弓組荷駄（人夫）がいる。
弓は鉄砲が広まるまで、投射兵器の主力であった。また、鉄砲が広まった後も天候に関係なく無音で射て、速射性に優れ安価であるといった理由があるため、数を減らしながらも用いられ続けた。
内訳…侍1人、奉公人4人、足軽19人、人夫5人、口取1人（計30人） 乗馬1頭、駄馬1頭（計2頭）

### 小荷駄
備の補給部隊。動員された駄馬と人夫（陣夫・夫丸ともいう）を荷宰料（足軽）、小荷駄奉行（侍）が管理する。
小荷駄の規模は遠征か防衛か、移動時・戦地における現地調達（収奪、買い上げ）の容易さ、動員兵力の規模、要員として動員される領民の状態など様々な要素を鑑みた結果、決定され編成される。
小荷駄奉行は平時において領国の代官を務めるものが就くことが多く、同時に移動時・戦地における物資の入手や管理、分配についても責任を負った。
内訳…侍1人、奉公人2人、足軽4人、人夫2人、口取8人（計17人） 乗馬1頭、駄馬8頭（計9頭）
※これ以前に編成された備の小荷駄は口取40人、駄馬40頭を数える。
- 合計…侍35人、奉公人112人、足軽141人、中間5人、人夫39人、口取22人（計354人） 乗馬32頭、駄馬22頭（計54頭）
※奉公人は侍に仕える武家奉公人、中間・人夫・口取は大名に仕える武家奉公人という位置付けになる。

## 隊形

### 行軍隊形
行軍時における備の隊列は前述における
旗 - 鉄砲組 - 長柄組 - 騎馬隊 - 士大将 - 弓組 - 小荷駄
の順番で組まれたものの他に
旗 - 鉄砲組 - 弓組 - 長柄組 - 士大将 - 騎馬隊 - 小荷駄
の例もある（後者から弓組を除いた備も存在する）。
これは後方の小荷駄を何で（前者は弓組、後者は騎馬隊）護衛するかによって異なるものと考えられる。備の隊列順は概ね戦闘隊形（陣立・陣備・備立）に組みやすい順で組まれるが、細部は編成する各大名によって異なるものであり、これは戦闘隊形においても同様である。

### 戦闘隊形

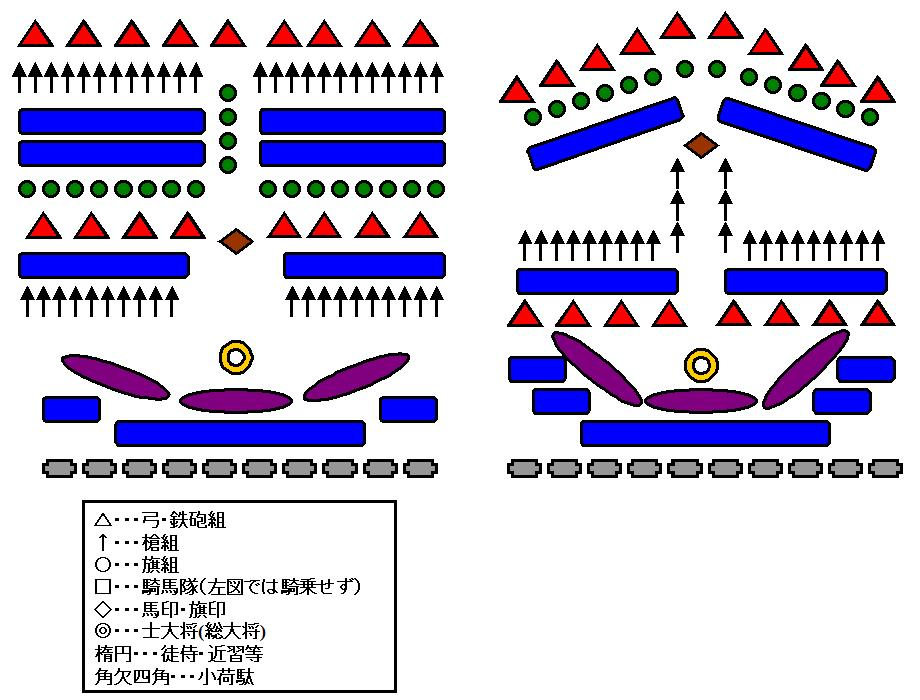
図1.本陣備の模式図

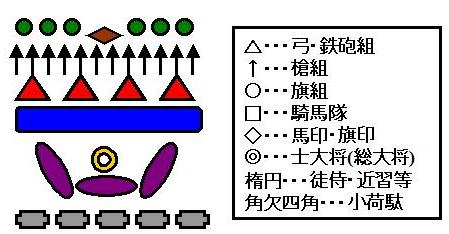
図2.一般的な備の模式図

戦闘隊形は陣立ともいい、合戦に際して行軍隊形から敵との戦闘に備え、各隊を配置する。
備の戦闘隊形は高度に統制された軍隊と異なり厳密な操典はなく又、密集隊形を採らずに各兵科を横隊ごとに並べるもので、その配置も戦況に伴い頻繁に変更を行った。但し、各足軽部隊を前線に、騎馬武者隊を後方に置き、前者で戦線を形成し、それを後者で突破するというのは基本であった様である。
また、備単体では魚鱗や鶴翼の様な陣形はあまり重視されない。これら陣形は基本的に備以上の部隊配置に反映される。江戸時代の軍学書には備単体での陣形の組み方を示したものがあるが、実際に合戦が行われた戦国時代から江戸時代初期には足軽の過半が動員兵で占められており、その様な複雑な陣形を無理に維持することは機動力を失わせることになり、現実的ではない。
図1は合戦を描いた戦国合戦図屏風より、陣立がある程度確認できる岩国歴史博物館所蔵、川中島合戦図屏風の武田信玄本陣備（左図）と福岡市博物館所蔵、関ヶ原合戦図屏風の徳川家康本陣備（右図）を、図2は一般的な備（戦闘前）を模式図化したものである。因みに図1の徳川家康本陣備は中央に描かれていた単独の備である酒井左衛門尉備を除外し、家康直属部隊のみを示した。

## 石高による差異

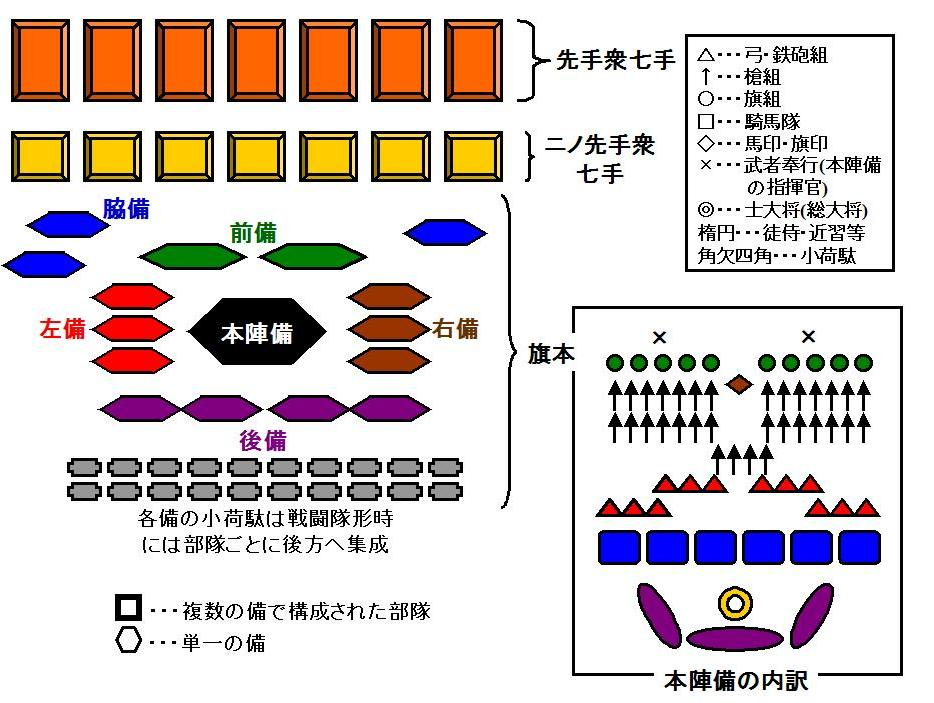
図3.徳川家康軍団の模式図

10万石級の大名は備を数個保有し、数十万石の大大名はその数個の備を一手としたものをさらに複数、保有することが可能となる（つまり一手部隊は10万石級大名と同様の戦力になる）。後者の場合、余りにも指揮する兵員数が多くなると全般指揮においてでも一人の将が完全に統率することは不可能であり、大抵の場合は一手部隊を単独もしくは複数併せたものを独立部隊として行動させている。
図3は武徳編年集成に記載されている小田原征伐における徳川家康軍団の構成を模式図にしたものである（但し、本陣備については再考の余地あり）。
この図の内、先手衆七手・二ノ先手衆七手はそれぞれ一手が（前者の方が有する備の数が多くはあるが）複数の備で構成されており、単一の備よりも柔軟な作戦行動を採ることができ、一戦場において単独で作戦を遂行することが可能という意味において後述の特徴も併せて戦略単位といえる部隊である。
また一手部隊の内訳は規模の大小の違いはあるものの旗本部隊の構成と大きな違いはない（本陣備は次項で解説する）。一手部隊の兵員数はおおむね2000人から5000人で構成されるが、これも備と同様に様々な条件により変動する。この時、必要とされる一手部隊に満たない人員しかいない場合は同様の小大名を複数編合することで一手とし、それ以上の人員を持つ大大名は逆に上述の徳川家康軍団の様に分割された上で、複数の一手部隊として運用される。無論、備単位で作戦行動が行われることもあるので総てが一手部隊に属する訳ではない。

### 本陣備
一つの備しか持つことのできない大名と複数の備を編成できる大名では、特に後者の大名が直率する本陣備においてその構成に大きな違いがある。
本陣備はその指揮下に複数の備を持つことになる。そのため、それら全般指揮を執るためのものと本陣備自体を指揮する二つの指揮系統が必要となる。結果、全般指揮を執る大名（総大将）の代わりに重臣の一部が本陣備の指揮を執ったり（例:図3武者奉行）、本陣備中の騎馬隊組頭が足軽組を（明確なものではないが）指揮下に置くことで備の戦闘指揮官を務めることになる。
また、本陣備は他の備と異なりより後方支援的な職種である工兵（金堀衆、黒鍬衆、小普請組）、主計（納戸方、右筆）、調理人（台所方）、医者、僧侶（陣僧）などといったものを含み、さらには本陣備のみならずその他の備も視野に収めたより大規模な小荷駄も含まれている（図3では省略しているが家康本陣備には陣場奉行・小屋営作奉行などが存在する）。
これらの部隊は小屋懸け組（戦地における宿営地を建築する部隊）の様に独立した隊として編成されたものもあり、多種多様な職種が存在した。

### 寄騎同心制
また複数の備を編成する場合、本陣備以外の備は重臣が士大将となり指揮を執るが、その備を構成する人員の殆どは彼の家来ではなく重臣と同じ大名の家臣である。彼ら備の構成員は大名の命により寄騎として重臣の指揮下に就いており、決して重臣の家臣（陪臣）になったのではない。
これを寄騎同心制といい、重臣に大きな権力を与えずに備を構成・指揮させるのに有効な手段であった。